# Amoklauf in Prag

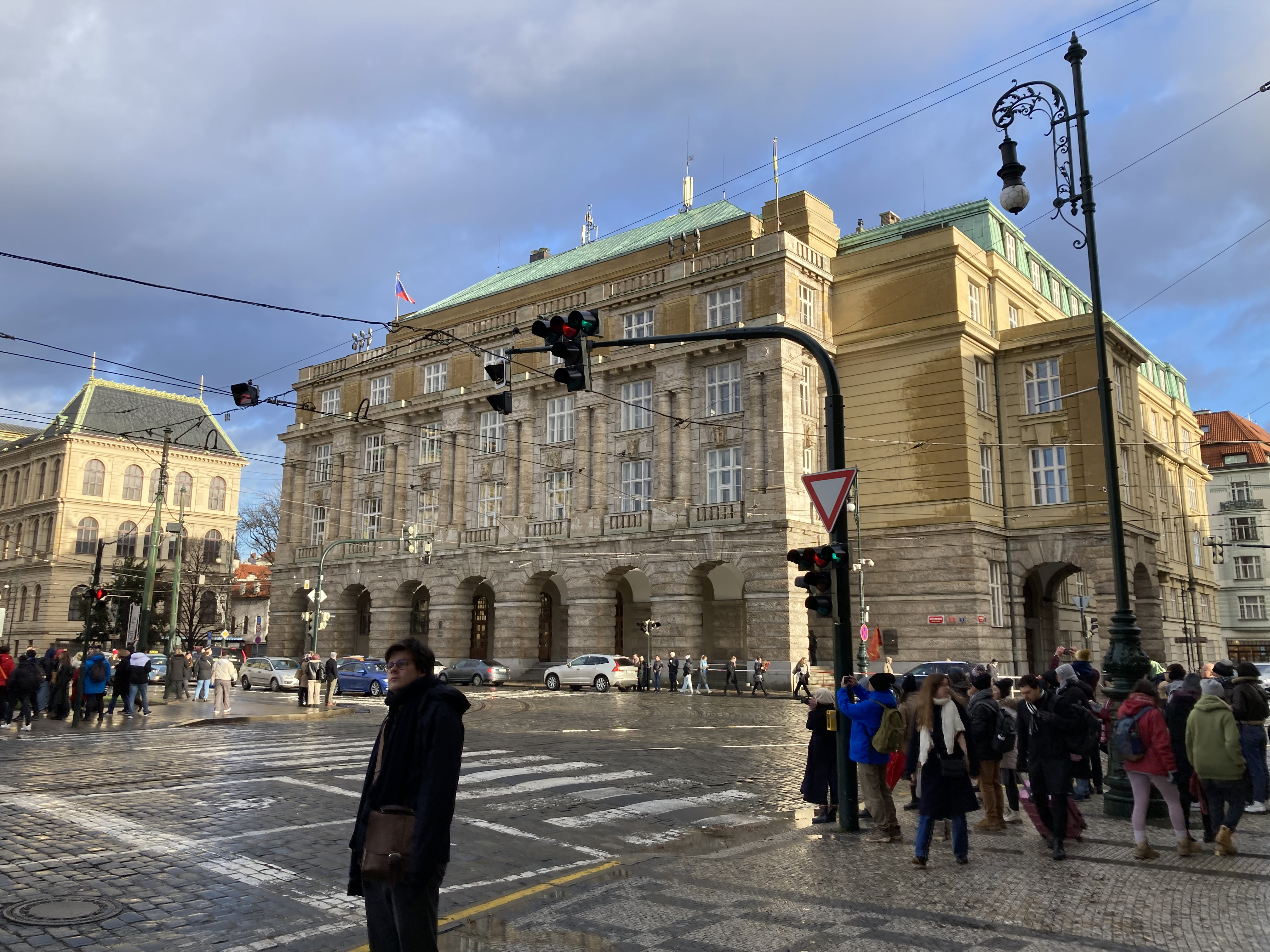
Das Gebäude der Philosophischen Fakultät, am Tag nach dem Amoklauf

Am 21. Dezember 2023 ereignete sich ein Amoklauf in Prag. Dabei erschoss ein 24-jähriger Student in einem Gebäude der Philosophischen Fakultät der Karls-Universität in der Prager Innenstadt 14 Menschen und verletzte 25 weitere. Nachdem er von Polizeibeamten gestellt worden war, erschoss sich der Täter. Es handelt sich um den Amoklauf mit der höchsten Opferzahl in Tschechien.
Kurz vor dem Amoklauf hatte der Täter seinen eigenen Vater und einige Tage zuvor in einem Wald einen 32-jährigen Mann und dessen Tochter im Säuglingsalter getötet.

## Geschehen unmittelbar vor dem Amoklauf
Am 21. Dezember 2023 um 12:20 Uhr wurde die Polizei von einer Frau benachrichtigt, dass ihr Sohn David K. eine Selbsttötung plane und auf dem Weg von seinem Heimatort Hostouň nach Prag sei. Um 12:45 Uhr fand die Polizei in der Wohnung des Vaters in Hostouň dessen Leiche. Die genaue Durchsuchung der Wohnung wurde durch improvisierte Sprengsätze erschwert, die jedoch nicht explodierten. Die Polizei fand heraus, dass K. Student der Philosophischen Fakultät gewesen war und dass er an einer Vorlesung an der Universität teilnehmen sollte, die um 14 Uhr begann.
Die Polizei leitete daraufhin eine Sicherheitsoperation am Václav-Havel-Flughafen Prag ein, wo der Vater von K. in der Sicherheitsabteilung gearbeitet hatte, und begann um 14 Uhr mit der Evakuierung des Gebäudes der Philosophischen Fakultät in der Celetná-Straße, in dem der Täter bei einer Vorlesung teilnehmen sollte. Die Evakuierung war um 14:22 Uhr beendet, doch weder im Gebäude noch in dessen Nähe wurde K. angetroffen.

## Ablauf des Amoklaufs an der Philosophischen Fakultät

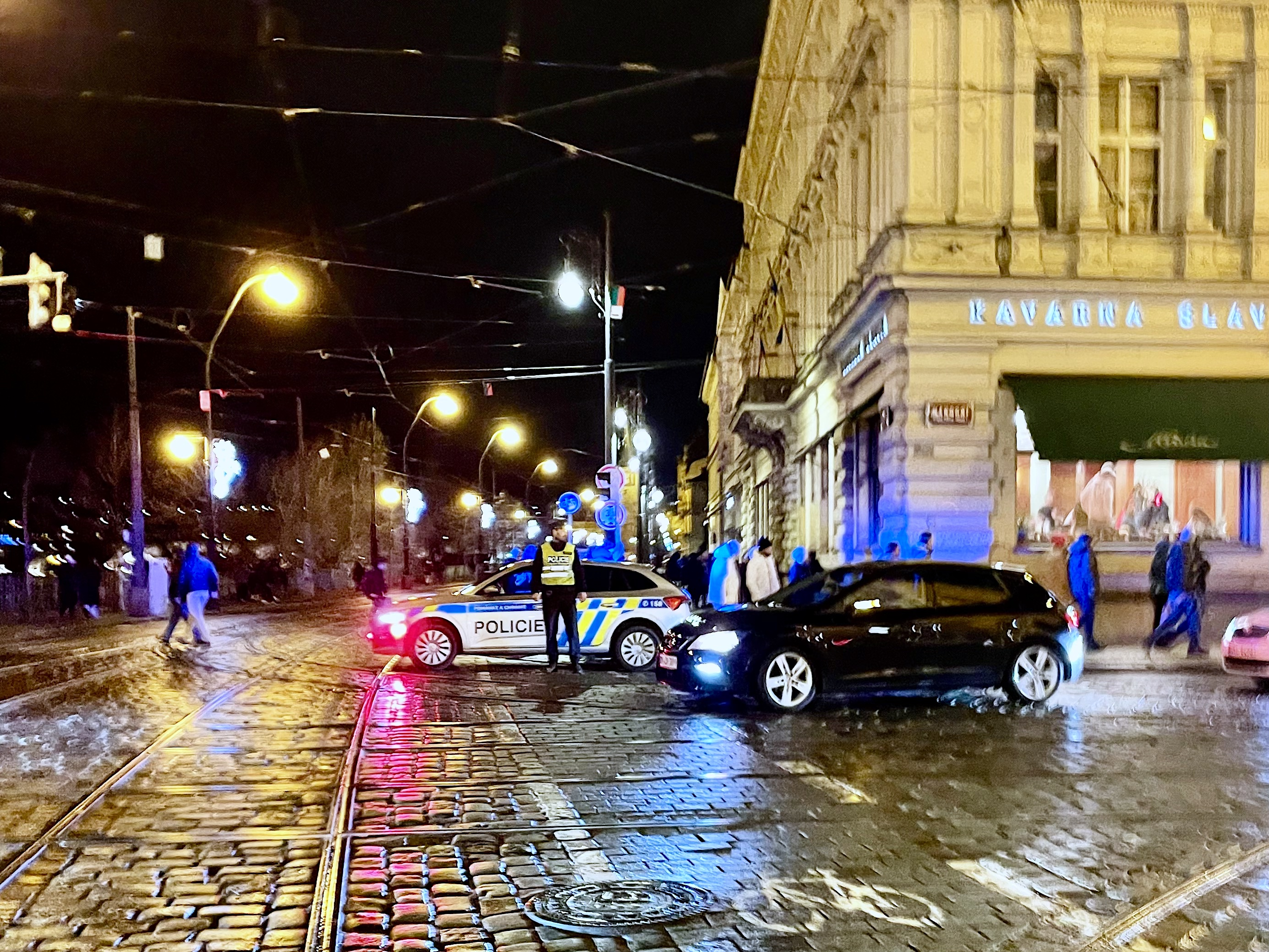
Abgesperrte Straße (Smetanovo nábřeží)

Während der laufenden Fahndung nach David K. erhielt die Polizei um 14:59 Uhr erste Anrufe über eine Schießerei im Gebäude der Philosophischen Fakultät am Jan-Palach-Platz, das wenige Minuten Fußweg vom evakuierten Gebäude in der Celetná-Straße entfernt liegt. Der Schütze eröffnete in den Fluren und Vorlesungsräumen des Gebäudes wahllos das Feuer, während sich Mitarbeiter und Studenten mit Möbeln in Räumen verbarrikadierten. Einige der Anwesenden flohen aus dem Gebäude, indem sie von den Außenvorsprüngen in nahe gelegene Gebäude sprangen. Die Schüsse lösten auch außerhalb des Gebäudes eine Panik aus und viele Menschen flüchteten von der Karlsbrücke. Laut Petr Nedoma, dem Direktor des nahe gelegenen Rudolfinums, wurde ein Mann auf einem Balkon gesehen, der in Richtung der Mánes-Brücke über die Moldau schoss.
Als die Polizei eintraf, sperrte sie das Gebiet um den Tatort weiträumig ab.
Um 15:20 Uhr fand die Polizei den Schützen tot auf; er hatte Suizid begangen.
Die Polizei durchsuchte später den Jan-Palach-Platz und einen Balkon nach Sprengstoff.
Mutmaßlich wurde für die Tat ein Selbstladegewehr verwendet. Innenminister Vít Rakušan erklärte, der Täter habe viele Waffen mit sich geführt.

## Opfer

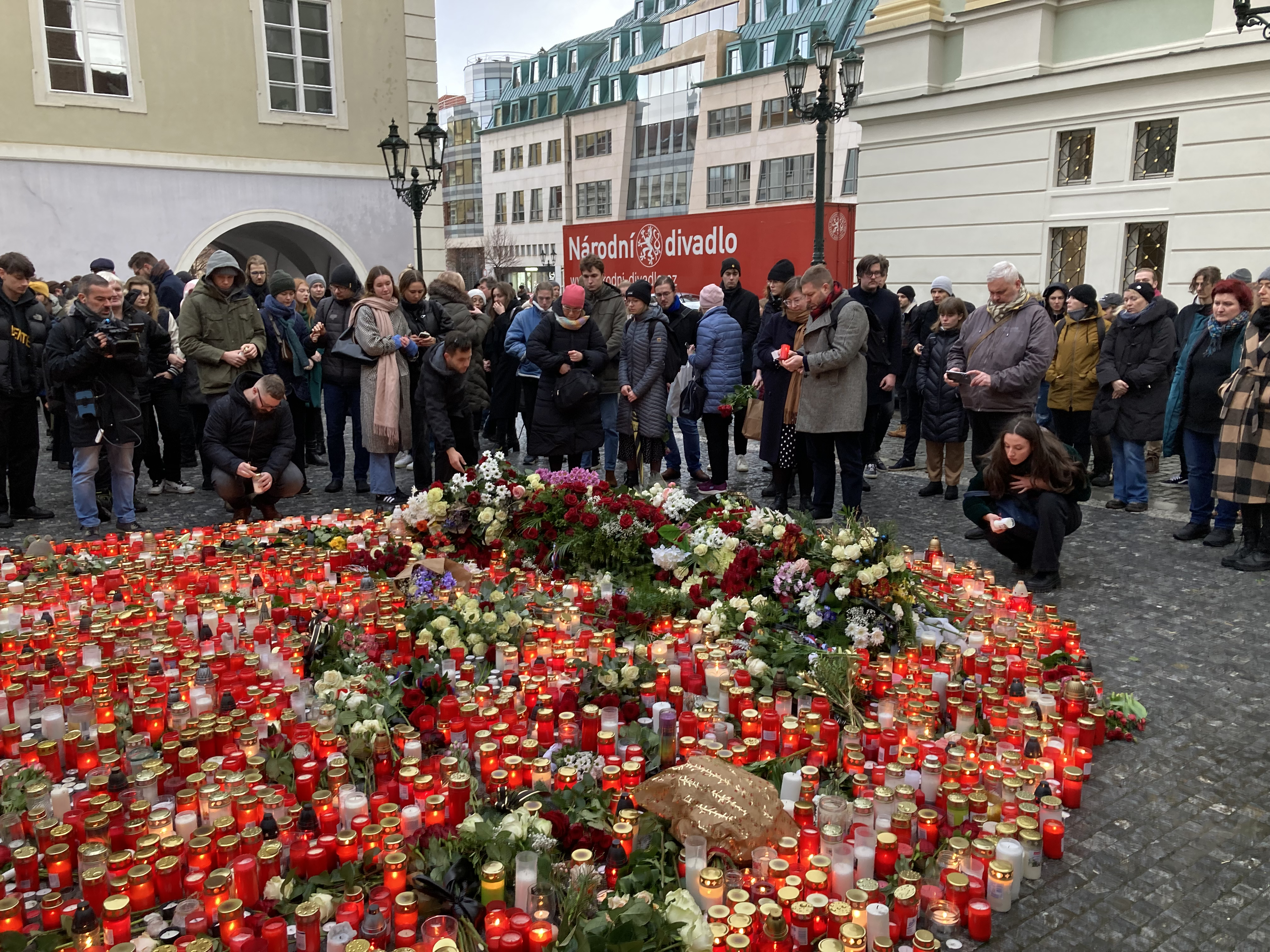
Am zweiten Tag wurde im Rektorat eine behelfsmäßige Gedenkstätte eingerichtet.

14 Menschen an der Universität wurden getötet, darunter die Musikwissenschaftlerin Lenka Hlávková. Dreizehn der Todesopfer starben noch innerhalb des Gebäudes, eine weitere Person erlag im Krankenhaus ihren Verletzungen. 25 weitere Menschen wurden verletzt, zehn davon schwer. Unter den Verletzten befanden sich drei ausländische Staatsangehörige, ein Niederländer und zwei Bürger der Vereinigten Arabischen Emirate.
Drei Menschen wurden auf der Straße verletzt, als der Täter vom Dach aus das Feuer eröffnete, wobei er auch ein Zivilfahrzeug und Polizeifahrzeuge traf.

## Täter
Medien zufolge, die sich auf vorläufige Angaben aus Polizeikreisen beriefen, handelte es sich bei dem Täter um David K., einen 24-jährigen Geschichtsstudenten, der seinen Bachelor-Abschluss in den Fächern Geschichte und Europastudien an der Philosophischen Fakultät gemacht hatte. Der tschechische Polizeichef Martin Vondrášek sagte, dass der Schütze einen Waffenschein hatte und mehrere Waffen besaß. Er war zudem Kunde in einem Prager Waffengeschäft.
Im Zuge der Tat tauchte ein Telegram-Konto auf, das angeblich dem Schützen gehörte. Wie sich später herausstellte, wurde das Konto mit großer Wahrscheinlichkeit nicht vom Täter eingerichtet. In den Nachrichten auf dem Kanal wurde die 14-jährige russische Schülerin Alina A. gelobt, die Anfang Dezember an einer Schule in Brjansk zwei Mitschülerinnen getötet und weitere verletzt hatte, bevor sie Suizid beging. Nach Polizeiangaben hatte der Täter keine Vorstrafen.

## Doppelmord im Prager Stadtwald
Am 15. Dezember 2023 wurden ein 32-jähriger Mann und seine zwei Monate alte Tochter in einem Kinderwagen im Naturschutzgebiet Klánovický les (Klanowitzer bzw. Klánovicer Wald) am östlichen Stadtrand Prags erschossen. Die Polizei durchsuchte den gesamten Wald mit Polizeihundertschaften und richtete eine Sondereinheit ein, um den Täter zu finden. Am 20. Dezember teilte die Polizei mit, keine Spuren in dem Fall zu haben und weiterhin mit größter Anstrengung nach dem Täter zu fahnden.
Fünf Stunden nach dem Anschlag an der Philosophischen Fakultät gab die Polizei bekannt, in der Wohnung des Täters Beweise gefunden zu haben, die ihn mit den Morden im Klánovicer Wald in Verbindung brächten. Ballistische Untersuchungen bestätigten den Verdacht. Am 28. Dezember wurde bekannt, dass die Ermittlungsbehörden in der Wohnung des Täters einen Abschiedsbrief gefunden hatten, in dem er den Doppelmord gestand.

## Reaktionen

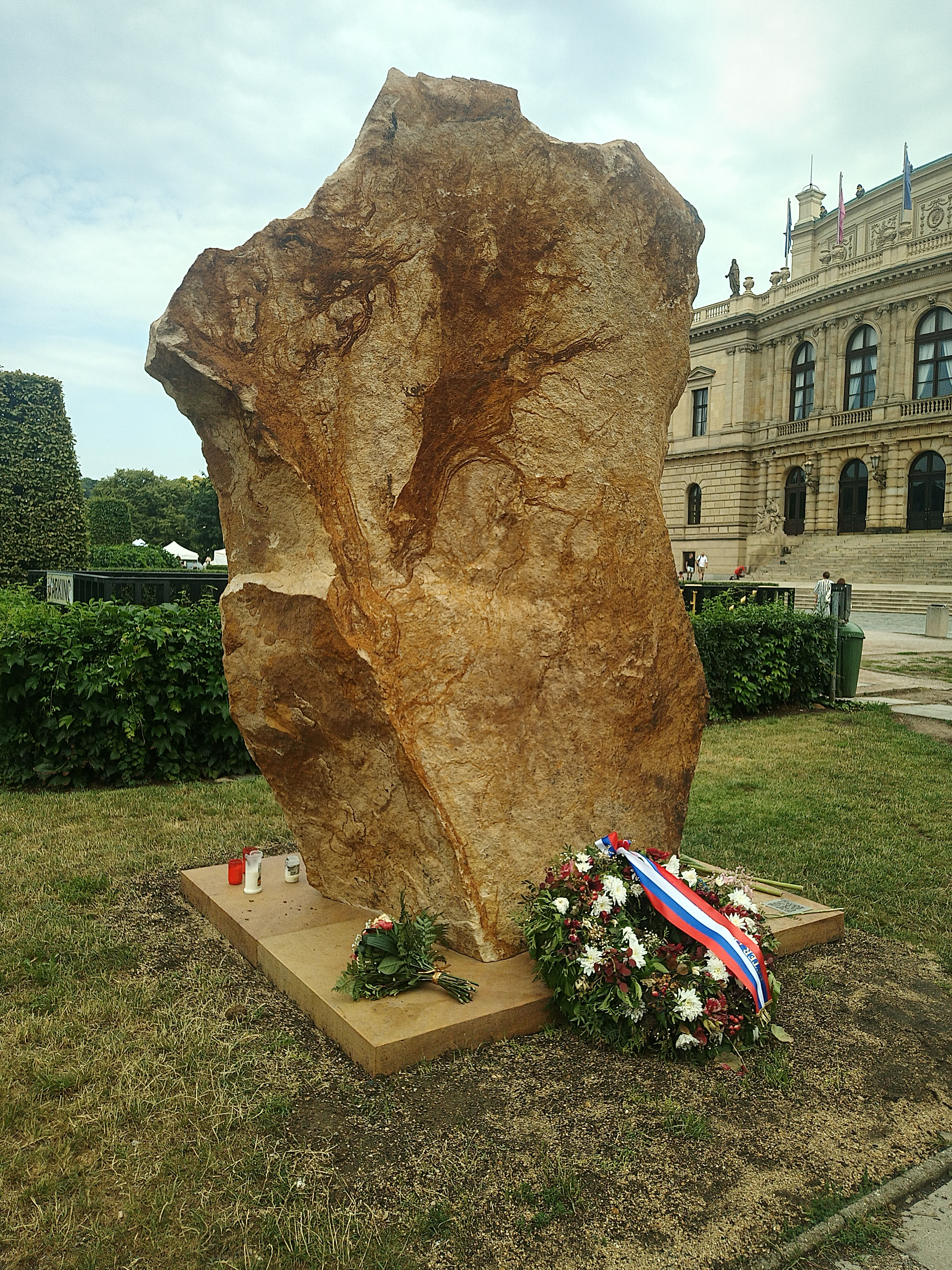
Gedenkstein am Jan-Palach-Platz

Die tschechische Regierung verkündete für den 23. Dezember 2023 eine eintägige Staatstrauer und kam zugleich zu einer Krisensitzung mit Präsident Petr Pavel zusammen, der einen Besuch in Frankreich vorzeitig beendete.
Gegen 19 Uhr am 21. Dezember wurde das Frauen-Champions-League-Spiel Slavia Prag gegen SKN St. Pölten, das zwei Stunden später beginnen sollte, abgesagt.
Das Univeristätsgebäude blieb bis zum Beginn des Sommersemesters geschlossen. Vor dem Gebäude wurde ein Gedenkstein errichtet. Rektorin Milena Králíčková reagierte mit psychosozialer Unterstützung für die Betroffenen, dem Aufbau eines Resilienzzentrums und verstärkten Sicherheitsvorkehrungen.